# Campionati europei di ciclismo su strada 2006 - Cronometro maschile Under-23
La cronometro maschile Under-23 dei Campionati europei di ciclismo su strada 2006, si è svolta il 14 luglio 2006 nei Paesi Bassi, con partenza ed arrivo da Valkenburg aan de Geul, su un percorso di 32 km. La medaglia d'oro è stata vinta dall'ucraino Dmytro Hrabovs'kyj con il tempo di 38'36" alla media di 49,74 km/h, l'argento al francese Jérôme Coppel e a completare il podio il belga Dominique Cornu.
Partenza con 66 ciclisti, dei quali 65 completarono la gara.

## Classifica (Top 10)
| Pos. | Corridore          | Squadra     | Tempo   |
| ---- | ------------------ | ----------- | ------- |
| 1    | Dmytro Hrabovs'kyj | Ucraina     | 38'36"  |
| 2    | Jérôme Coppel      | Francia     | a 47"   |
| 3    | Dominique Cornu    | Belgio      | a 53"   |
| 4    | Thomas Frei        | Svizzera    | a 1'15" |
| 5    | Kristijan Koren    | Slovenia    | a 1'22" |
| 6    | Andrėj Kunicki     | Bielorussia | a 1'28" |
| 7    | Simon Špilak       | Slovenia    | a 1'29" |
| 8    | Jos van Emden      | Paesi Bassi | a 1'37" |
| 9    | Alex Rasmussen     | Danimarca   | s.t.    |
| 10   | Aleksander Filipov | Russia      | a 1'39" |